# Ou (ave)
O ou, ʻōʻū (Psittirostra psittacea), é uma espécie de trepador-do-mel, endémico das ilhas do Havai, nomeadamente das florestas montanhosas das ilhas Havai e Kauai.